# Pobačaj u Bosni i Hercegovini
Pobačaj u Bosni i Hercegovini obavlja se na zahtjev tijekom prvih deset tjedana trudnoće. Između deset i dvadeset tjedana starosti ljudskoga ploda, pobačaj mora odobriti odbor, a obavlja se kada su život ili zdravlje žene ugroženi, ako ljudski plod ima ozbiljan poremećaj, kada trudnoća proizlazi iz zločina i zbog psihosocijalnih razloga. U svim slučajevima, žene moraju proći kroz savjetovanje. Nakon 20 tjedana starosti ljudskoga ploda, pobačaj se obavlja samo da se spasi život ili zdravlje žene. Samo osobe koje obavljaju ilegalne pobačaje kazneno su kažnjive, a nikada trudnice.
Pravni status pobačaja uređen je zakonom iz 2008. godine, prethodno, bio je uređen Zakonom od 7. listopada 1977., kada je Bosna i Hercegovina bila dio Jugoslavije.
Od 2001. godine stopa pobačaja bila je 1,4 pobačaja po 1000 žena u dobi od 15 do 44 godine, što je među najmanje pobačaja u Europi, slično kao i na Kosovu. Vlada Bosne i Hercegovine izrazila je zabrinutost zbog veće stope pobačaja među adolescentima. Mladi neželjene trudnoće skrivaju, kako od roditelja, tako i uže i šire okoline. Mnogi pobačaji izvršavaju se po privatnim ordinacijama pa danas nije moguće znati istinski broj pobačaja.
Liječnici imaju pravo na priziv savjesti kada je u pitanju obavljanje pobačaja. Zakon im daje to pravo i oni ga koriste. S druge strane, kada bi pacijentica tražila da obavi pobačaj u bolnici, gdje su se svi liječnici pozvali na priziv savjesti, bolnica bi po zakonu morali osigurati da se pobačaj provede. Nisu poznati takvi slučajevi.
Trend negativnog prirodnog priraštaja u Bosni i Hercegovini bilježi se od 2012. godine, a podaci pokazuju kako BiH gubi i do 12,500 ljudi od ukupnog broja stanovnika svake godine što je alarmantan podatak koji ukazuje na eskalaciju bijele kuge. Najveći razlozi bijele kuge su loša socio-ekonomska situacija u zemlji, porast broja prekida trudnoće (pobačaja) kod žena, ali i psihološki aspekti vezani za osnivanje obitelji i stupanje u bračnu zajednicu.

## Pokreti za život u Bosni i Hercegovini
"Svjetionik - Centar za život" kao registrirano savjetovalište na području Bosne i Hercegovine djeluje od 2001. godine. Njihove usluge savjetovanja do sada je primilo stotine žena diljem Bosne i Hercegovine, raznih životnih dobi i profila.
Pro-life molitvena inicijativa za zaštitu majki i nerođene djece 40 dana za život započela je djelovanje u Mostaru u jesen 2015. godine, koje traje i danas. Molitelji miroljubljivo bdiju i mole pred Sveučilišnom kliničkom bolnicom Mostar.

## Javno mnijenje
U anketi istraživačke kuće "Pew Research" iz 2017. godine ispitanici iz Bosne i Hercegovine bili su ravnomjerno podijeljeni između onih, koji vjeruju da bi pobačaj trebao biti legalan u većini slučajeva (47%) i onih koji misle da bi u većini slučajeva trebao biti ilegalan (47%). Međutim, došlo je do znatne podjele između različitih etničkih i vjerskih skupina, a katolici su pretežno protiv pobačaja (71%).

## U umjetnosti
Sabina K. je bosanskohercegovački film koji je napisao i režirao američki redatelj Cristobal Krusen, koji je premijerno prikazan na Sarajevskom filmskom festivalu 2015. Nadahnut je istinitom pričom.
Film prati Sabinu, razvedenu muslimansku ženu i Sašu, katolika. Zaljubljuju se i zaruče, no društvo oko njih nije pretjerano oduševljeno njihovim izborom. Jedino im pomaže Ankica, čiji je sin ubijen u ratu i koja nudi, da se dođu vjenčati na otoku Korčuli, gdje ona živi. U proljeće, Sabina putuje na otok i čeka Sašin dolazak, ali njega zagonetno nema. Putuje kući u Sarajevo, gdje otkrije da se Saša bez objašnjenja preselio iz njihovoga zajedničkoga stana. Prolaze tjedni i Sabina otkriva da je trudna. Njezini prijatelji i obitelj nastoje da pobaci, što ona odlučno odbija učiniti. Njezin se život sve više pogoršava dok ne postane beskućnica i bez posla. U očaju je pokušala i samoubojstvo, no film sretno završava porodom u bolnici i podrškom starih prijatelja.